# Wonder Boy in Monster World
Wonder Boy in Monster World (in Japan uitgebracht als Wonder Boy V: Monster World III) is een side-scrolling RPG ontwikkeld door Westone en uitgebracht door Sega voor de Mega Drive in 1991. Het is het vijfde spel in de Wonder Boy-reeks en het derde spel in de Monster World subreeks.
Versies voor andere platformen zijn uitgebracht in 1993 voor de Master System, en in 1994 voor de PC Engine Duo onder de titel "The Dynastic Hero" met een nieuw thema en karakters. In 2007 is het spel opnieuw uitgebracht als digitale versie voor de Wii Virtual Console.

## Spel
In Wonder Boy In Monster World bestuurt de speler de held Shion in zijn opdracht om Monster World te redden van de kwaadaardige BioMeka. De gameplay van het spel bevat elementen uit het avonturengenre zoals dialogen met dorpsbewoners, het verzamelen van munten om objecten te kunnen kopen, en het versterken van de wapenuitrusting.

### Werelden
Shion reist door verschillende werelden en dorpen die met elkaar zijn verbonden. Dit zijn:
| - Alsedo: Het feeëndorp - Purapril: De waterstad - Lilypad: Het dwergendorp - Monster World-zee | - Maugham-woestijn - Childham: Het donkerwereld dorp - Begonia: Het drakendorp - Nachtmerrie-kasteel |

## Ontvangst
Het Amerikaanse blad Electronic Gaming Monthly gaf de PC Engine Duo-versie een 7,2 en prees de muziek, het grafische gedeelte, en omvang van het spel. GamePro was minder onder de indruk en merkte op dat er weinig vernieuwende elementen in het spel zitten.